# Witold Butler
Witold Eustachy Butler (ur. 8 stycznia 1889 w Dorosinach, zm. 28 września 1936 w Warszawie) – pułkownik saperów Wojska Polskiego, kawaler Orderu Virtuti Militari.

## Życiorys
Urodził się 8 stycznia 1889 w majątku Dorosiny na Litwie, w rodzinie Eustachego, głównego leśniczego, i Zofii z Pawłowiczów. Ukończył gimnazjum humanistyczne w Bobrujsku i Aleksiejewską Szkołę Wojenną w Moskwie. W armii rosyjskiej służył zawodowo od 1 września 1910. Po ukończeniu szkoły wojskowej w 1912 został oficerem  wojsk inżynieryjnych. Podczas I wojny światowej, od 1914 dowodził kompanią sztabową. Od 28 sierpnia 1917 na własną prośbę przeniesiono go do I Korpusu Polskiego generała J. Dowbor-Muśnickiego, gdzie dowodził kompanią saperów w 1 pułku inżynieryjnym. W listopadzie 1917 został dowódcą batalionu.
Po rozwiązaniu korpusu przebywał w Warszawie i w listopadzie 1918 został przyjęty w szeregi Wojska Polskiego w stopniu kapitana ze starszeństwem z dniem 6 lipca 1917.
13 stycznia 1919 r. przybył do Poznania i objął dowództwo I baonu saperów wielkopolskich, który 30 stycznia 1920 roku został przemianowany na XV batalion saperów. Na czele batalionu 23 kwietnia wyruszył na front południowy do Jutrosina. Od 2 do 7 maja 1919 dowodził w zastępstwie frontem południowym. 7 lipca 1919 wyznaczony został zastępcą dowódcy garnizonu. Zorganizował kurs saperski dla żołnierzy 2 Dywizji Strzelców Wielkopolskich. 20 stycznia 1920 wkroczył do Bydgoszczy i został pierwszym komendantem miasta. Funkcję tę pełnił jeden dzień do czasu przybycia Dowództwa 15 Dywizji Piechoty. Z XV baonem saperów dnia 12 marca 1920 wyruszył na Front Litewsko-Białoruski. W działaniach wojennych m.in. dowodził grupą forteczną.
31 maja 1920 roku został wyznaczony na stanowisko dowódcy 8 pułku saperów. W maju 1927 został  przeniesiony na stanowisko Szefa 3 Okręgowego Szefostwa Saperów. W sierpniu 1927 roku został zwolniony ze stanowiska Szefa 3 Okręgowego Szefostwa Saperów z równoczesnym oddaniem do dyspozycji dowódcy Okręgu Korpusu Nr III w Grodnie.
Z dniem 31 sierpnia 1929 został przeniesiony w stan spoczynku i wyrokiem sądu skazany na 4 miesiące więzienia i zwolniony ze służby w dniu 14 października 1929 i pozbawiony stopnia oficerskiego, za nadużycie na szkodę Skarbu Państwa i dla korzyści osobistych (za wykorzystywanie pracy żołnierzy).
Zmarł 28 września 1936. Został pochowany na Cmentarzu Wojskowym na Powązkach w Warszawie (kwatera 17A-1-10).
Pułkownik Witold Tyszewicz, zastępca szefa Korpusu Kontrolerów w „Sprawozdaniu (...)” sporządzonym 24 lutego 1940 roku w Paryżu napisał: „(...) wykryłem na terenie Okręgu Korpusu Nr VIII cztery wypadki nadużyć oficerów na szkodę Skarbu Państwa i dla korzyści osobistych, zakończone wyrokiem skazującym i wydaleniem z korpusu oficerskiego (...) Dowódca 8 pułku saperów pułk. Butler (...) wysyłał ekipę żołnierzy z 8 pułku saperów na koszt Skarbu Państwa do robót gospodarczych w osadzie rolnej, właścicielem której był gen. Berbecki dowódca Okręgu Korpusu Nr VIII, która znajdowała się w okolicach Grodna żołnierze pracowali w osadzie jak i przy budynkach gospodarczych w porze wiosennej (...)”.

### Rodzina
Był żonaty dwukrotnie:
- z Haliną z Wojciechowskich, z którą miał córkę Wandę,
- z Ireną Frankiewiczową (od 1922), z którą miał córkę Danutę[11].

## Awanse
- podporucznik – 6 sierpnia 1912
- porucznik – 27 października 1915
- kapitan – 30 listopada 1918
- major – 23 maja 1919[12]
- podpułkownik – ze starszeństwem z dniem 1 czerwca 1919[13]
- pułkownik – 1924 ze starszeństwem z dniem 15 sierpnia 1924[14]

## Ordery i odznaczenia
- Krzyż Srebrny Orderu Wojskowego Virtuti Militari nr 8169 – 4 sierpnia 1922[15]
- Krzyż Walecznych (trzykrotnie: po raz pierwszy w 1922)[16] po raz 1 i 2[17])
- Złoty Krzyż Zasługi (30 grudnia 1924)[18]
- Odznaka pamiątkowa I Korpusu Polskiego w Rosji
- Medal Zwycięstwa – 1925[19]